# Fangtang
Fangtang är en socken i östra Kina. Den ligger i Ningguo i staden Xuancheng i provinsen Anhui, omkring 210 kilometer sydost om provinshuvudstaden Hefei. Antalet invånare är 9 291. Befolkningen består av 4 147 kvinnor och 5 144 män. Barn under 15 år utgör 8,0 %, vuxna 15-64 år 74 %, och äldre över 65 år 17,0 %.